# Торонто (футбольний клуб)
Торонто (англ. Toronto FC) — професіональний футбольний клуб з Торонто (Канада), що грає у Major League Soccer – вищому футбольному дивізіоні США і Канади. «Торонто» розпочав виступи в МЛС в 2007 році і був першою канадською командою в лізі. Найбільшим досягненням клубу є перемога у раунді плей-оф Східної конференції та вихід до фіналу Кубка МЛС у 2016 році, де він поступився «Сіетл Саундерз». Також п'ять разів вигравав Чемпіонат Канади, грав у півфіналі Ліги чемпіонів КОНКАКАФ.
Домашні матчі проводить на Бімо Філд. Управління клубом здійснює компанія «Maple Leaf Sports & Entertainment», котра також керує командами Торонто Мейпл Ліфс і Торонто Репторз.

## Здобутки
- Кубок МЛС
  - Фіналіст (1): 2016
- Supporters' Shield
  - Переможець (1): 2017
- Чемпіонат Канади
  - Переможець (5): 2009, 2010, 2011, 2012, 2016
- Конференції
  - Переможець Плей-оф Східної конференції (1): 2016
- Інші трофеї
  - Trilium Cup (3): 2011, 2014, 2016